# Florencia Bécquer
Florencia Bécquer, eigentlich Erna Florencia Becker (* 9. Juni 1910 in Buenos Aires; † 1994 in Kanada) war eine spanische Schauspielerin.

## Leben
Bécquer (die spanisch wiedergegebene Form des Namens Becker) war die Tochter eines Deutschen und einer Andalusierin; ihr Vater starb während einer Europareise, auf der sie vom Ausbruch des Ersten Weltkrieges überrascht wurden. 1925 debütierte die braunhaarige und blauäugige Bécquer in Spanien, wo sie sich seit 1919 aufhielt, beim Film, wo sie während der Stummfilmzeit und bis kurz danach als Vamp Karriere machte. Sie konnte diesen Status jedoch nicht lange in die Tonfilmära hinüberretten; ihre Rollen wurden kleiner und sie übersiedelte später nach Mexiko.

## Filmografie (Auswahl)
- 1925: Corazón, o La vida de una modista
- 1941: Oro vil
- 1948: Charro a la fuerza